# حقيقة

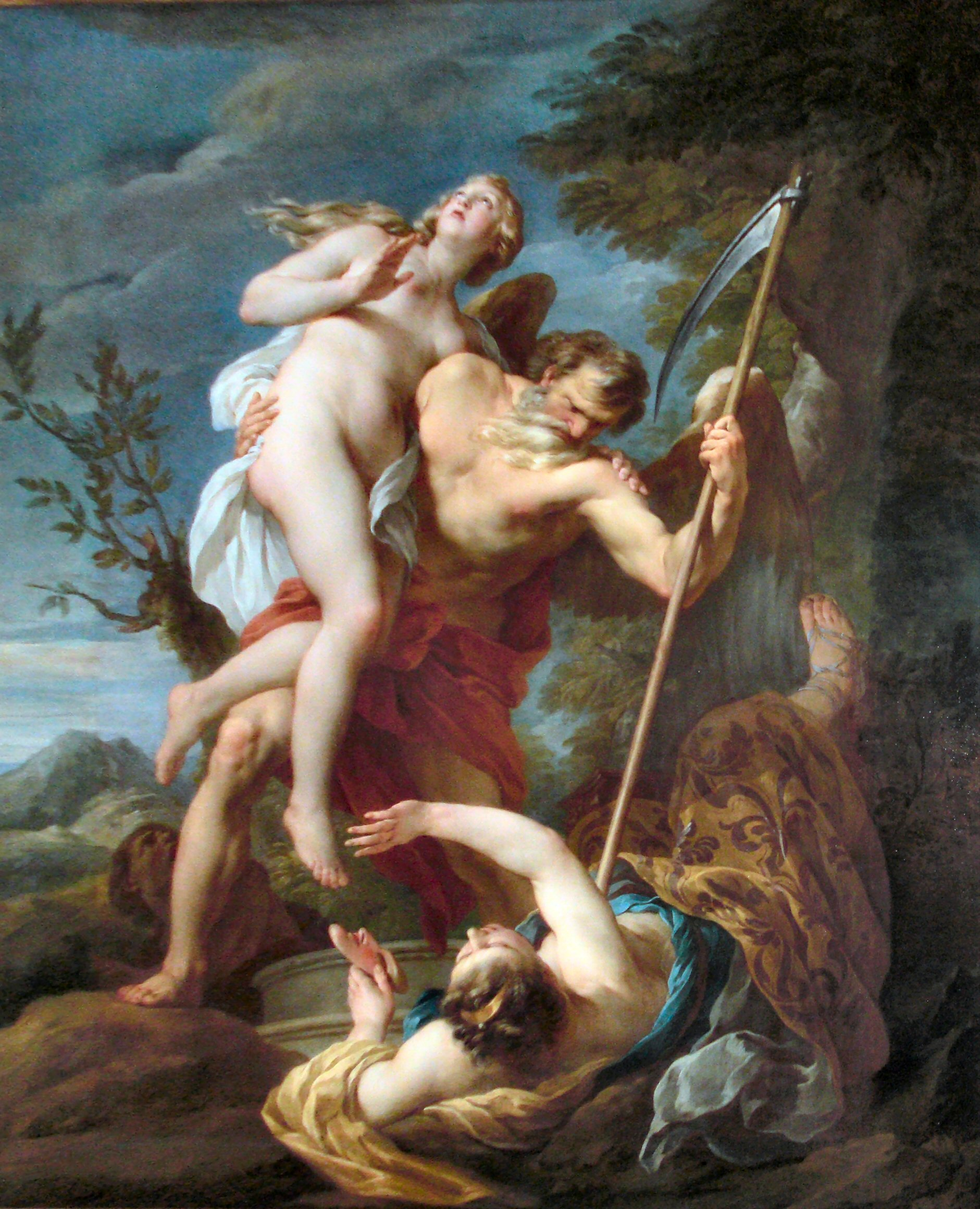
الزمن ينقذ الحقيقة من الخطيئة والحقد. لوحة فرانسوا ليموين 1737

تتم مناقشة مفهوم الحقيقة ضمن عدة مجالات منها الفلسفة والفن واللاهوت والعلوم. تعتمد معظم الأنشطة البشرية على المفهوم، حيث تُفترَض طبيعتها كمفهوم بدلًا من أن تكون موضوعًا للمناقشة، وهذا يشمل معظم مجالات العلوم والقانون والصحافة والحياة اليومية. يرى بعض الفلاسفة مفهوم الحقيقة على أنه بسيط وأساسي وغير قابل للتفسير بأي شكل يُسهّل فهمه أكثر من مفهوم الحقيقة نفسه. ينظر البعض إلى الحقيقة على أنها تناسب بين افتراض وواقع مستقل، في ما يسمى أحيانا نظرية التوافق للحقيقة.
لا تزال النظريات والآراء المتنوعة عن الحقيقة موضع نقاش بين العلماء والفلاسفة واللاهوتيين. تعتبر اللغة هي الوسيلة التي ينقل بها البشر المعلومات بين بعضهم البعض. ويطلق على الطريقة المستخدمة لتحديد ما إذا كان شيء حقيقيًا اسم معيار الحقيقة. هناك مواقف متباينة حول أسئلة مثل ما الذي يشكل الحقيقة، وما هي الأشياء التي تحمل الحقيقة، وكيفية تعريف وتحديد وتمييز الحقيقة، وما هي الأدوار التي يؤديها الإيمان والمعرفة التجريبية في ذلك؟ وما إذا كانت الحقيقة يمكن أن تكون ذاتية أو موضوعية بمعنى الحقيقة النسبية مقابل الحقيقة المطلقة.

## النظريات الرئيسية
يتم التعامل مع فكرة تحديد الأساس الصحيح لتقرير كيف يمكن اعتبار الكلمات والرموز والأفكار والمعتقدات صحيحة سواء من قبل شخص واحد أو مجتمع بأكمله من خلال خمس نظريات موضوعية للحقيقة مذكورة أدناه وهي الأكثر انتشارًا. تقدم كل نظرية منها وجهات النظر التي تتم مشاركتها بشكل واسع من قبل العلماء المؤلفين لها.
تم مناقشة نظريات أخرى غير النظريات الموضوعية الأكثر انتشارًا. برزت نظريات (الحقيقة الانكماشية) أو نظرية الحد الأدنى للحقيقة كبدائل ممكنة للنظريات الأكثر انتشارًا.

### النظريات الجوهرية

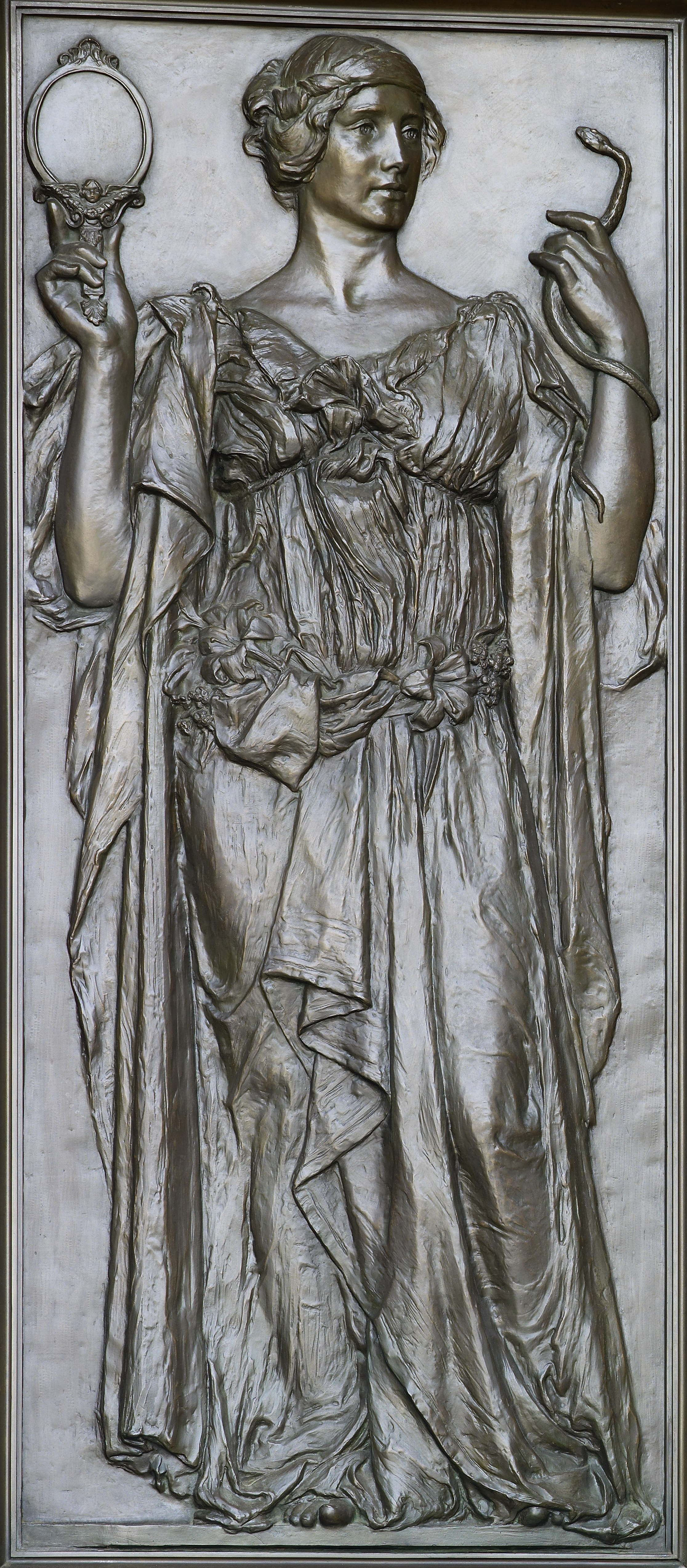
الحقيقة تحمل مرآة وثعبانا (1896). مكتبة الكونغرس، مبنى توماس جيفرسون، العاصمة واشنطن

#### نظرية التناسب
تؤكد نظريات التناسب على أن المعتقدات والتصريحات الحقيقية تتوافق مع الحالة الفعلية للأمور. هذا النوع من النظريات يؤكد على العلاقة بين الأفكار أو الكلام من جهة والأشياء المادية من جهة أخرى. وهو نموذج تقليدي ترجع أصوله إلى الفلاسفة اليونانيين القدماء مثل سقراط وأفلاطون وأرسطو. هذا النوع من النظريات يقول أنّه يتم تحديد الحقيقة أو الكذب من حيث المبدأ بشكل كامل عن طريق ارتباطه بـ (الأشياء المادية) بمعنى هل يصف تلك الأشياء بدقة.
```
أحد الأمثلة الكلاسيكية لنظرية المراسلات هي الكتابات التي نشرها الفيلسوف وعالم اللاهوت في القرن الثالث عشر توماس أكوين (Thomas Aquinas): «الحقيقة هي الملائمة ببن الأشياء المادية والفكر»، والتي ينسبها أكويني إلى الفيلسوف إسحاق بن سليمان الإسرائيلي
[
9
]
[
10
]
[
11
]
 في القرن التاسع والذي يتبع الفلسفة الافلاطونية المحدثة. كما أعاد أكويني كتابة النظرية على مبدأ: «يُعتبر أنّ الحكم صحيح عندما يتطابق مع الواقع الخارجي».
[
12
]
```

تركز نظرية التناسب بشكل كبير على افتراض أن الحقيقة هي مسألة نسخ ما يُعرف بـ (الواقع الموضوعي) بدقة ومن ثم تمثيله بواسطة الأفكار والكلمات والرموز الأخرى. وقد ذكرَ العديد من أصحاب النظريات الحديثة أن هذا المثال لا يمكن تحقيقه دون تحليل العوامل الإضافية، على سبيل المثال تحتوي جميع اللغات على كلمات تمثل مفاهيم غير معروفة تقريبًا في اللغات الأخرى. إن الكلمة الألمانية (Zeitgeist) والتي تعني (روح العصر) هي أحد الأمثلة على ذلك حيث أن الشخص الذي يتحدث أو يفهم اللغة الألمانية فقط قد يفهم ما تعنيه الكلمة، ولكن يبدو أن أي ترجمة للكلمة لن تصف بدقة معناها الكامل (هذه مشكلة مع العديد من الكلمات المجردة، خاصة تلك الكلمات المشتقة في اللغات التركيبية). وبالتالي فإن بعض الكلمات تضيف عوامل متغيرة إضافية لوصف الحقيقة بدقة. يُعتبَر ألفريد تارسكي (Alfred Tarski) من بين الفلاسفة الذين يعالجون هذه المشكلة.
```
لقد أكد مؤيدو العديد من النظريات المذكورة أدناه بإصرار كبير على وجود قضايا أخرى بحاجة للدارسة، مثل الصراعات على السلطة بين الأفراد، والتفاعلات ضمن المجتمع، والتحيزات الشخصية وعوامل أخرى تشارك في تقرير ما ينظر إليه على أنه حقيقة
```

#### نظرية الترابط المنطقي
تتطلب الحقيقة بالنسبة لنظريات الترابط المنطقي بشكل عام ملائمة العناصر داخل النظام بأكمله. في كثير من الأحيان يشير الترابط إلى شيء أكبر من الترابط المنطقي البسيط، غالبًا ما يكون هناك طلب بأن تعطي المقترحات في النظام المترابط الدعم المتبادل لبعضها البعض. لذلك وعلى سبيل المثال يمثل اكتمال مجموعة المفاهيم الأساسية وشموليتها عاملًا حاسمًا في الحكم على صلاحية وفائدة نظام مترابط.
```
إن أحد المبادئ المنتشرة لنظريات الترابط هو فكرة أن الحقيقة بالأساس تعود لأنظمة كاملة من المقترحات، ويمكن إرجاعها إلى المقترحات الفردية وفقًا لترابطها مع النظام الكلي فقط. من بين مجموعة متنوعة من وجهات النظر والتي تُعبّر عن نظرية الترابط يختلف واضعوا النظريات حول مسألة ما إذا كان الترابط ينطوي على العديد من أنظمة الفكر الحقيقية الممكنة أو نظام واحد ثابت فقط.
[
15
]
```

هناك بعض المتغيرات لنظرية الترابط التي تم وصفها بأنها تمثل الخصائص الحقيقية والجوهرية للأنظمة الرسمية في المنطق والرياضيات. ومع ذلك فإن المفكرين الرسميين يكتفون بالتفكير العميق في أنظمة مستقلة واحيانًا إلى جانبها أنظمة متناقضة فيما بينها مثل مختلف الأشكال الهندسية البديلة. بشكل عام تم رفض نظريات الترابط لعدم وجود سبب لتطبيقها على مجالات أخرى من الحقيقة لا سيّما فيما يتعلق بالتأكيدات عن العالم الطبيعي والبيانات التجريبية بشكل عام، والتأكيدات حول المسائل العملية لعلم النفس والمجتمع وخاصة عندما تستخدم دون دعم النظريات الرئيسية الأخرى للحقيقة.
تُميّز نظريات الترابط بين أفكار الفلاسفة العقلانيين لا سيما أفكار سبينوزا ولايبنيز وجورج فيلهلم فريدريش هيغل، إلى جانب الفيلسوف البريطاني فرانسيس هربرت برادلي (F.H. Bradley).

#### النظرية البنائية في الحقيقة
إن النظرية البنائية الاجتماعية تنص على أن الحقيقة مبنية بالعمليات الاجتماعية، وهي محددة تاريخيًا وثقافيًا، وأنها تشكلت بشكل جزئي من خلال الصراعات على السلطة داخل المجتمع. تنظر النظرية البنائية إلى مجمل معرفتنا على أنها (معرفة مبنية) لأنها لا تعترف بأي حقائق خارجية (خيالية) بعكس جوهر نظرية المراسلات. وبدلًا من ذلك تنظر النظرية البنائية إلى إدراك الحقيقة على أنه يعتمد على الإدراك الإنساني والخبرة الاجتماعية. ويعتقد أتباع الفلسفة البنائية أن تمثيلات الواقع المادي والبيولوجي، بما في ذلك العرق والسلوك الجنسي ونوعه هي أمور مبنية اجتماعيًا.
كان جيامباتيستا فيكو من أوائل الذين ادعوا أن التاريخ والثقافة من صنع الإنسان. إن التوجه المعرفي لفيكو يجمع أكثر الاتجاهات تنوعًا ضمن أحد البديهيات التي تقول أنّ (الحقيقة نفسها مبنية). كان هيجل وماركس من بين أوائل المؤيدين لفرضية أن الحقيقة يمكن أن تكون مبنية اجتماعيًا. لم يرفض ماركس (ومعه العديد من أصحاب النظريات النقدية الذين تبعوه) وجود حقيقة موضوعية، بل ميّز بين المعرفة الحقيقية والمعرفة التي تم تزوريها من خلال السلطة أو بسبب الأفكار الموجهة. إن المعرفة العلمية والحقيقية بالنسبة لماركس «تتفق مع الفهم الجدلي المنطقي للتاريخ» والمعرفة الموجهة هي (تعبير عن علاقة القوى المادية مع ترتيب اقتصادي معين).

#### نظرية الإجماع
نظرية الإجماع تؤكد أن الحقيقة هي أي شيء يتم الاتفاق عليه، أو في بعض الحالات ما يتم الاتفاق عليه من قبل بعض المجموعات المحددة. قد تشمل هذه المجموعة جميع البشر، أو مجموعة فرعية تتكون من أكثر من شخص واحد.
من بين المدافعين الآن عن نظرية الإجماع كمعيار مفيد لمفهوم الحقيقة هو الفيلسوف يورجن هابرماس (Jürgen Habermas). يؤكد هابرماس أن الحقيقة هي ما يمكن الاتفاق عليه في وضع الكلام المثالي (الكلام البسيط والمهذب). من بين النقاد الأقوياء الحاليين لنظرية الإجماع هو الفيلسوف نيكولاس ريزشر (Nicholas Rescher).
```
يتجلى هذا المبدأ في التقاليد الإسلامية من خلال الحديث الذي نُقل عن محمد: «إِنَّ أُمَّتِي لَا تَجْتَمِع عَلَى ضَلَالَة».
[
20
]
```

#### النظرية البراغماتية
تمَّ تقديم الأشكال الثلاثة الأكثر تأثيرًا لنظرية الحقيقة البراغماتية في مطلع القرن العشرين بواسطة تشارلز ساندرز بيرس وويليام جيمس وجون ديوي. على الرغم من وجود اختلافات واسعة في وجهات النظر بين هؤلاء وغيرهم من أنصار النظرية الواقعية إلا أنهم يتشاركون في طريقة التحقق من صحة الحقيقة وتأكيدها من خلال نتائج اختبار مفاهيم الفرد ووضعها موضع التنفيذ.

### نظريات الحد الأدنى (الانكماشية)

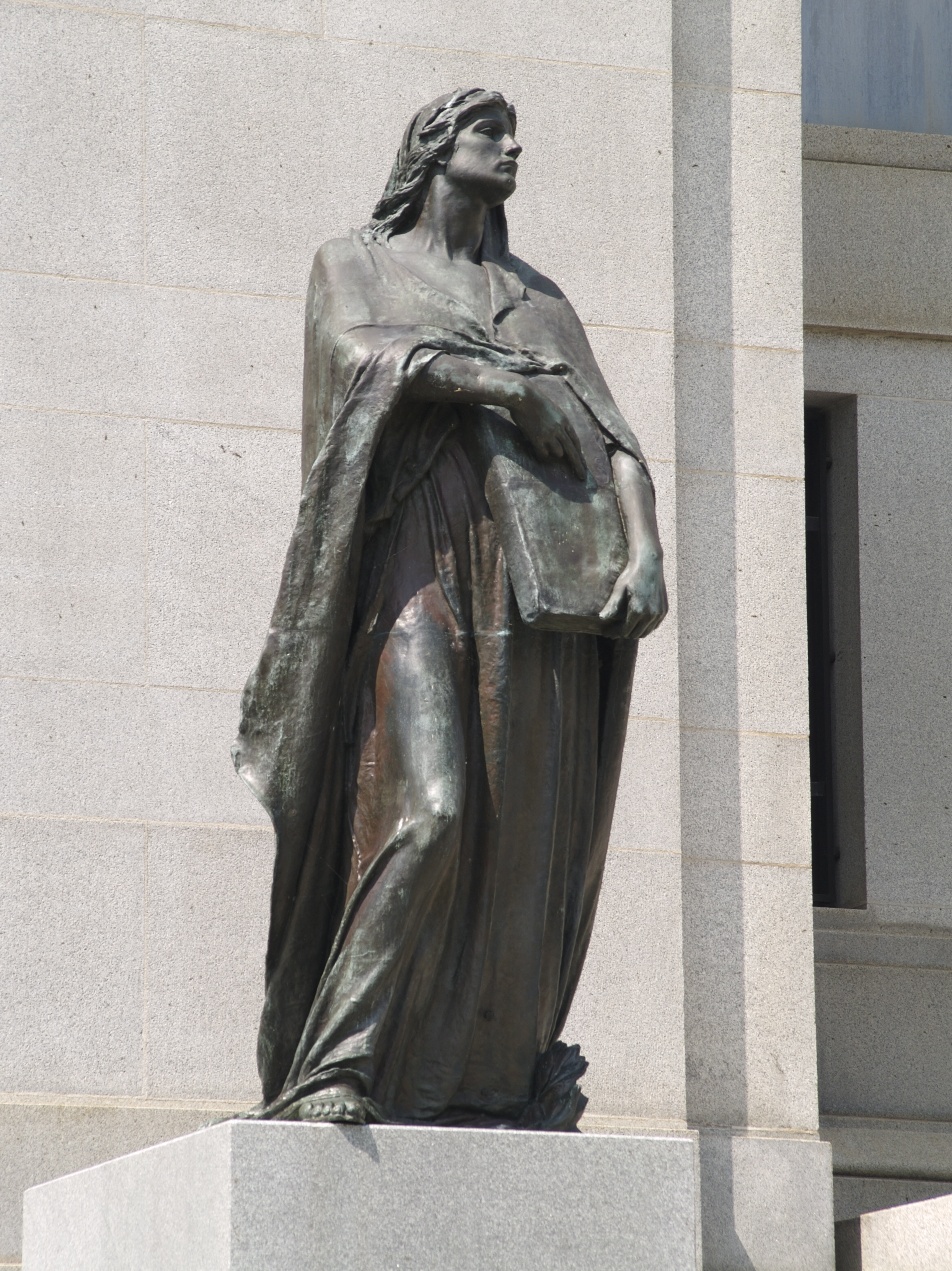
تمثال الحقيقة لوالتر ألوارد خارج المحكمة العليا الكندية، أونتاريو، كندا

تعبر هذه النظرية عن التطورات الحديثة في مجال الفلسفة، بدءًا بالفكرة الجديدة نسبيًا التي تقول أنّ النظرية القديمة لا تعني بالضرورة أنها خالية من العيوب، وقد أدّت إلى ظهور أطروحة جديدة تنصُّ على أن مصطلح الحقيقة لا يعبر عن صفة الحقيقة للجمل أو للمقترحات. يوجد في قسم من هذه الأطروحة رد على الاستخدام الشائع للحقيقة المؤكدة، والذي كان سائدًا بشكل خاص في الخطاب الفلسفي عن الحقيقة في النصف الأول من القرن العشرين. من وجهة النظر هذه يكون التأكيد على أن (2 + 2 = 4) صحيحًا يكافئ منطقيًا التأكيد على أن (2 + 2 = 4) ويمكن الاستغناء عن عبارة (صحيح) تمامًا في هذا السياق وفي كل سياق آخر مشابه.
لا يتم سماع تأكيدات الحقيقة بشكل كبير في اللغة الشائعة، ويتم اعتباره حدثًا غير معتاد عندما يستخدم شخصٌ ما الحقيقة المؤكدة في محادثة يومية ليؤكد أن شيئًا ما حقيقي. بشكل عام يمكن وصف وجهات النظر الأحدث التي تأخذ هذا التناقض في الحسبان وتعمل على هياكل الجمل المستخدمة فعليًا في اللغة الشائعة كالتالي:
- كنظريات انكماشية للحقيقة، لأنها تحاول أن تخفف من الأهمية المفترضة لكلمات (الصواب) أو (الحقيقة).
- كنظريات عدوانية، يلفت الانتباه اختفاء علامات الاقتباس فيها.
- كنظريات الحد الأدنى من الحقيقة.[2][22]

أياً كان الوصف المستخدم يمكن القول أنّ النظريات الانكماشية تشترك في فكرة أنّ تقدير الحقيقة المؤكدة أمر سهل، ولا يتطلب تحليلات عميقة.
```
بمجرد تحديد الخصائص والمزايا الفعلية للحقيقة المؤكدة يقول الفلاسفة الانكماشيين: «لقد قلنا كل ما يمكن قوله عن الحقيقة». من بين الاهتمامات الفلسفية لهذه النظرية هو شرح الحالات الخاصة التي يبدو فيها أن مفهوم الحقيقة له خصائص غريبة ومثيرة للاهتمام. (مثل مفارقات الدلالات اللفظية).
[
23
]
```

#### النظرية الأدائية للحقيقة
تنسب نظرية الحقيقة إلى الفيلسوف بيتر فريدريك ستروسون والتي تقول أنّ (الثلج أبيض، هذه حقيقية) هو أداء فعل لغوي يشير إلى موفقة المرء على الادعاء بأن الثلج أبيض (يشبه إلى حد كبير إيماء الرأس بالموافقة). إن الفكرة القائلة بأن بعض التصريحات هي أكثر من مجرد كلام للتواصل ليست غريبة بقدر ما تبدو عليه. لنأخذ على سبيل المثال عندما تقول العروس (أنا أوافق) في الوقت المناسب خلال حفل الزفاف فإنها تقوم بالموافقة على هذا الرجل ليكون زوجها القانوني. هي لا تصف نفسها بأنها تأخذ هذا الرجل ولكنها في الواقع تفعل ذلك (ربما يكون التحليل الأكثر شمولًا لمثل هذه الأفعال الكلاميّة مذكور ضمن كتاب بعنوان: كيف نفعل الأشياء بالكلمات للفيلسوف جون لانجشو أوستن).
```
يرى ستراوسون أن هناك تحليلًا مشابهًا ينطبق على جميع الأفعال الكلامية: «القول بأن كلامّا ما صحيح هو ليس فعل لإدلاء تصريح حول هذا الكلام بل بالأحرى لتنفيذ الفعل المتمثل في الموافقة أو القبول أو التأييد، أي عندما يقول المرء (صحيحٌ أنها تمطر) هو لا يؤكد فعل المطر أكثر من فعل سقوط المطر ذاته. وظيفة الكلام القائل (صحيح أن ...) هو الموافقة على الأمر أو قبوله أو تأييده».
[
25
]
```

#### نظرية عدم الحاجة والنظريات المتعلقة بها
وفقًا لنظرية عدم الحاجة فإن التأكيد على صحة العبارة يعني تمامًا تأكيد العبارة نفسها. على سبيل المثال التأكيد على أن (الثلج أبيض، هذه حقيقة) مساوٍ للتأكيد على أن (الثلج أبيض). يستنتج فلاسفة نظرية عدم الحاجة من هذا الافتراض أنّ التأكيد زائد عن الحاجة، بمعنى أنها مجرد كلمة تستخدم تقليديًا في المحادثة أو الكتابة بشكل عام للتأكيد، ولا تساوي أي شيء في الواقع. تنسب هذه النظرية بشكلٍ عام إلى فرانك بلومبتون رامزي الذي قال إن استخدام كلمات مثل (في الواقع وفي الحقيقة) لم يكن سوى طريقة ملتوية للتأكيد على الكلام، وأنّ اعتبار هذه الكلمات مسائل منفصلة بعيدة عن الحكم هو مجرد تشويش لغوي.

#### الشكوك الفلسفية
التشكيك الفلسفي بشكل عام هو أي موقف استجواب أو شك حول عنصر أو أكثر من عناصر المعرفة أو المعتقد الذي يدعي الصحة لكلامه ومقترحاته. غالبًا ما يتم توجيهها إلى مجالات مثل الأمور الخارقة للطبيعة، أو الأخلاق (التشكيك الأخلاقي)، أو الدين (التشكيك في وجود الله)، أو المعرفة (التشكيك في إمكانية المعرفة أو الأمور اليقينية). يحدث التشكيك بشكل موضوعي في سياق الفلسفة خاصة في نظرية المعرفة وذلك على الرغم من إمكانية تطبيقها على أي موضوع مثل السياسة والدين والعلوم الزائفة.

### النظريات التعددية عن الحقيقة
تدل العديد من النظريات الرئيسية للحقيقة على أن هناك خاصية معينة يجعل امتلاكها الاعتقادَ أو الاقتراحَ صحيحًا. تؤكد النظريات التعددية للحقيقة أنه قد يكون هناك أكثر من خاصية تجعل المقترحات صحيحة: فقد تكون الافتراضات الأخلاقية صحيحة بالاستناد على الترابط المنطقي. قد تكون المقترحات حول العالم المادي صحيحة من خلال الانسجام مع الأشياء والخصائص التي تدور حولها.
شملت بعض النظريات الواقعية مثل التي كتبها تشارلز بيرس ووليام جيمس جوانب من نظريات المراسلات ونظريات الترابط المنطقي والنظريات البنائية. ذكر كريسبين رايت في كتابه الذي صدر عام 1992 بعنوان (الحقيقة والموضوعية) بأن أي تأكيد يتعلق بالأمور البديهية حول الحقيقة يعتبر تأكيدًا للحقيقة نفسها. ذكر رايت في بعض الفقرات أنه يمكن أداء دور تأكيد الحقيقة بواسطة التأكيد الجازم. وقال مايكل لينش في كتاب صدر عام 2009 بعنوان (الحقيقة كأمر واحد أو أكثر) بأنه ينبغي لنا أن نرى الحقيقة كخاصية فعالة قادرة على التعدد والظهور في خصائص مختلفة مثل نظريات المراسلات أو الترابط المنطقي.

### النظريات الأكثر تصديقًا
وفقًا لدراسة استقصائية للفلاسفة المختصين وغيرهم حول وجهات نظرهم الفلسفية تم إجراءها في شهر تشرين الثاني عام 2009 (تم إجراءها على 3226 مشترك، من بينهم 1803 طالب من طلاب كليات الفلسفة أو حملة شهادات الدكتوراه و829 طالب دراسات عليا في الفلسفة)، فإن 45٪ من المشتركين يتبنون أو يميلون نحو نظريات المراسلات، و21 ٪ يميلون نحو النظريات الانكماشية و14 ٪ يميلون نحو النظريات المعرفية.

## المعتقدات الشعبية عن الحقيقة
إن تأكيدات الحقيقة لها قيمة عملية كبيرة في اللغة البشرية حيث تسمح لنا بتأييد موضوع بقوة أو التشكيك بالادعاءات التي يقدمها الآخرون أو التأكد من صحة أو زيف الكلام، أو إتاحة إمكانية التعبير عن التأثيرات الكلامية بطرق غير مباشرة. سيبدأ الأفراد أو المجتمعات في وقت ما بالمعاقبة على الكلام الخاطئ لردع الأكاذيب.
```
يذكر أقدم قانون وجد لحد الآن (وهو قانون أورنامو) العقوبات على أصحاب الاتهامات الباطلة بالسحر أو الزنا، وكذلك عقوبات ارتكاب شهادة الزور في المحكمة.
[
32
]
```